# غوردون كرايغ
غوردون كرايغ (بالإنجليزية: Gordon A. Craig)‏ (و. 1913 – 2005 م) هو مؤرخ العصر الحديث، ومؤرخ، وأستاذ جامعي، من الولايات المتحدة الأمريكية، ولد في غلاسكو، وكان عضوًا في الأكاديمية الأمريكية للفنون والعلوم، توفي في بورتولا فالي، سان ماتيو، كاليفورنيا، عن عمر يناهز 92 عاماً، بسبب فشل القلب.

## التعليم
تعلم في جامعة برنستون.

## مناصب وهيئات
أدار جامعة برنستون.

## جوائز
حصل على جوائز منها:
- وسام الاستحقاق
- قائد الصليب من وسام استحقاق جمهورية ألمانيا الاتحادية
- زمالة غوغنهايم
- وسام الاستحقاق للفنون والعلوم.

## روابط خارجية
- غوردون كرايغ على موقع مونزينجر (الألمانية)